# Luke Willian
Luke Willian (Brisbane, 11 de octubre de 1996) es un deportista australiano que compite en triatlón.
Ganó una medalla de oro en el Campeonato Mundial por Relevos Mixtos de 2025 y una medalla de oro en el Campeonato de Oceanía de Triatlón de 2021.

## Palmarés internacional
| Campeonato Mundial por Relevos Mixtos | Campeonato Mundial por Relevos Mixtos | Campeonato Mundial por Relevos Mixtos | Campeonato Mundial por Relevos Mixtos |
| Año                                   | Lugar                                 | Medalla                               | Prueba                                |
| ------------------------------------- | ------------------------------------- | ------------------------------------- | ------------------------------------- |
| 2025                                  | Hamburgo (Alemania)                   | Medalla de oro                        | Relevo mixto                          |
| Campeonato de Oceanía                 |                                       |                                       |                                       |
| Año                                   | Lugar                                 | Medalla                               | Prueba                                |
| 2021                                  | Port Douglas (Australia)              | Medalla de oro                        | Individual                            |